# Jonas Svensson (futbolista)
Jonas Svensson (Verdal, Noruega, 6 de marzo de 1993) es un futbolista noruego. Juega de defensa y su equipo es el Beşiktaş J. K. de la Superliga de Turquía.

## Selección nacional
Ha sido internacional con la selección de Noruega en 23 ocasiones. También ha sido internacional con las selecciones sub-23, sub-21, sub-19, sub-18, sub-17, sub-16 y sub-15 en 59 ocasiones.

## Clubes
| Club            | País         | Año       |
| --------------- | ------------ | --------- |
| Rosenborg BK    | Noruega      | 2011-2017 |
| AZ Alkmaar      | Países Bajos | 2017-2021 |
| Adana Demirspor | Turquía      | 2021-2024 |
| Beşiktaş J. K.  | Turquía      | 2024-     |

## Palmarés

### Campeonatos nacionales
| Título               | Club           | País    | Año  |
| -------------------- | -------------- | ------- | ---- |
| Tippeligaen          | Rosenborg BK   | Noruega | 2015 |
| Copa de Noruega      | Rosenborg BK   | Noruega | 2015 |
| Copa de Turquía      | Beşiktaş J. K. | Turquía | 2024 |
| Supercopa de Turquía | Beşiktaş J. K. | Turquía | 2024 |